# Serva
Il Serva (in veneto: Severa) è un corso d'acqua del Veneto.
Nasce in comune di Quinto di Treviso. Scorre tra il Bigonzo e il Zermanson attraversando Preganziol e Casale sul Sile dove poi si getta nel Sile.
Fa parte del comprensorio del consorzio di bonifica Acque Risorgive, ma i primi 5,82 km sono gestiti dal consorzio di bonifica Piave.
L'idronomio, anticamente Serua e Serra, avrebbe una radice prelatina ser- o sar- indicante un corso d'acqua. Dal rio traeva il nome anche un insediamento, uno degli antichi comuni di Casale, che avrebbe però origini medievali.